# Future Games
Future Games byla česká firma zabývající se vývojem počítačových her. Firma byla založená v Berouně v roce 1996 s cílem vyvíjet hry pro platformu PC. Studio bylo uzavřeno v roce 2011 kvůli finančním problémům, především kvůli opožděným platbám od zahraničních firem.
Prvním projektem Future Games byla logická hra Boovie vydaná roku 1998 pro MS-DOS. Střílečka Bloodie byla minihra určená k propagaci Boovie. Ve stejném roce vyšla také adventura Posel bohů, která byla roku 2005 předělaná do 3D pod názvem Ni.Bi.Ru: Posel Bohů. V roce 2003 vydává svůj nejslavnější titul Posel smrti, ten se stal nejlepší českou adventurou.
Poslední vydané hry byly adventury Reprobates (2007), Tale of a Hero (2008) a Alter Ego (2010).